# Юнусов Сабір Юносович
Юнусов Сабір Юносович (5 (18) березня 1908, Ташкент — 29 листопада 1995, Ташкент) — радянський узбецький учений, фахівець в області хімії алкалоїдів.

## Біографія
Юнусов народився у Ташкенті. Закінчив Середньоазійський університет у Ташкенті (1935).
У 1936–1941 працював у Всесоюзному хіміко-фармацевтичному інституті, в 1943–1959 — в інституті хімії АН УзРСР (з 1950–1952 директор).
З 1959 директор інституту хімії рослинних речовин АН УзРСР.
С. Ю. Юнусов — віце-президент АН УзРСР (1952–1962). Юнусов член-кореспондент АН СРСР (з 1958), академік АН УзРСР (з 1952).

## Наукова діяльність
Основний напрямок робіт С. Ю. Юносова — хімія рослинних речовин. Вивчав алкалоїдоносні рослини Середньої Азії. Встановив залежність динаміки накопичення алкалоїдів у різних органах рослин від періоду вегетації і місця походження. Виділив 700 алкалоїдів та встановив будову 300 з них. Впровадив у медичну практику 10 препаратів, у тому числі галантамін, метилапогалантамін, лікорін, дезоксіпеганін. Знайшов нові джерела отримання близько 100 цінних алкалоїдів тріходесма і геліотропа, виявив причини деяких захворювань людини і тварин і розробив заходи щодо їх попередження. Герой Соціалістичної Праці (1969).

## Джерело
- В. А. Волков. Химики., Киев: «Наукова думка», 1984 (рос.)

| Антуан Лоран Лавуазьє | Це незавершена стаття про хіміка. Ви можете допомогти проєкту, виправивши або дописавши її. |